# Limonite
 (mai 2024).

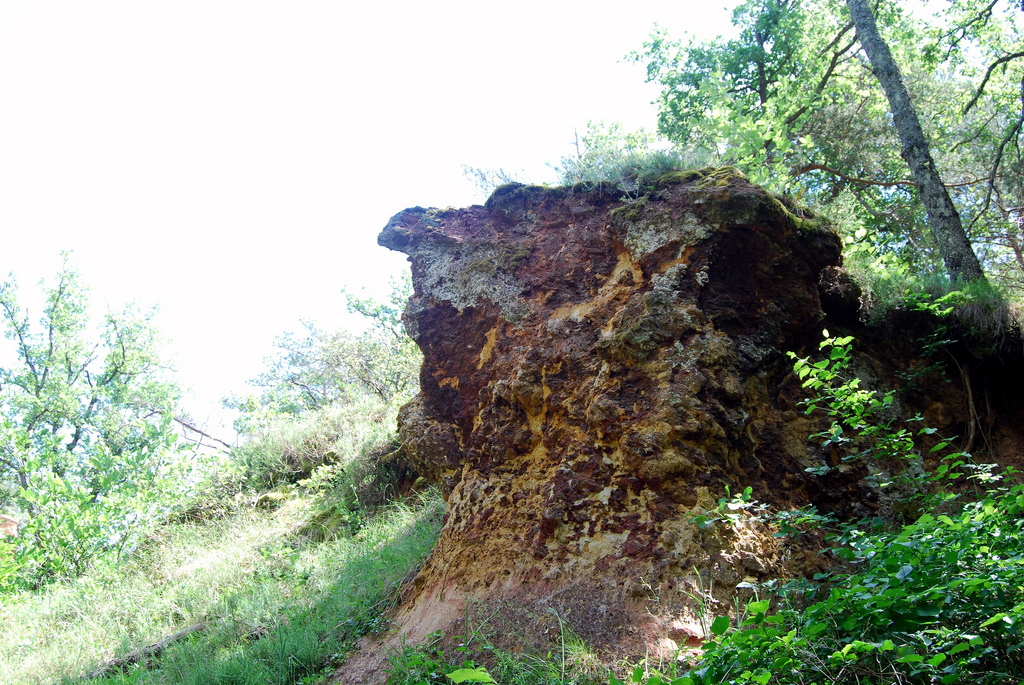
Chapeau de fer dégagé de l'ocre par l'érosion à Rustrel dans le Colorado provençal

La limonite, également appelée aétite ou encore pierre à grelots dans la culture populaire, est principalement un mélange d’hydroxydes de fer  ou d'oxydes de fer plus ou moins hydratés. Lorsqu'elle provient de l'hydratation de la goethite, elle représente un mélange d'oxy-hydroxyde de formule générique FeO(OH)·nH2O. Elle forme également des roches de compositions variables avec divers autres minéraux. Mêlée à des argiles, elle donne des ocres de couleurs variables, à l'instar des ocres de Rustrel.  
La limonite est un des principaux composants du chapeau de fer, produit de sa couche d'oxydation par aération et infiltration des eaux de surfaces. À une température supérieure à celle de la surface, elle peut perdre de l'eau et se transformer en hématite. L'hématite brune ou limonite minéral peu hydratée et relativement pure, au même titre que la goethite, rassemblée en gisement dense, peut être employé comme minerai de fer.

## Description des amas de limonite
Cette roche sédimentaire à base d'oxy-hydroxydes de fer contient encore de la goethite, de la lépidocrocite, voire des quantités plus ou moins mineures d'hématite, d'hydroxydes d'aluminium, de la silice colloïdale, des minéraux argileux, des phosphates, des arséniates ainsi que des composés organiques. Elle se forme par altération superficielle de plusieurs minéraux de fer, notamment sidérite, magnétite, pyrite. 
Cette pierre a un aspect noirâtre, mais devient jaunâtre lorsqu’elle est moulée. En sidérurgie, la limonite a souvent peu de valeur, à cause de son contenu en phosphates et arséniates.
Une des roches à base de limonite était également appelée « pierre d'aigle », car autrefois on croyait que les aigles portaient cette pierre dans leur nid pour faciliter la ponte. Par analogie dans la culture populaire, la limonite était supposée faciliter les accouchements, d'après la théorie des signatures.

## Variété
- Avasite de formule 5 Fe2O3 · 2 SiO2 · 9 H2O. Variété siliceuse décrite par Jòzsef Krenner en 1881. Le nom dérive de la vallée d'Avas en Roumanie.

## Galerie

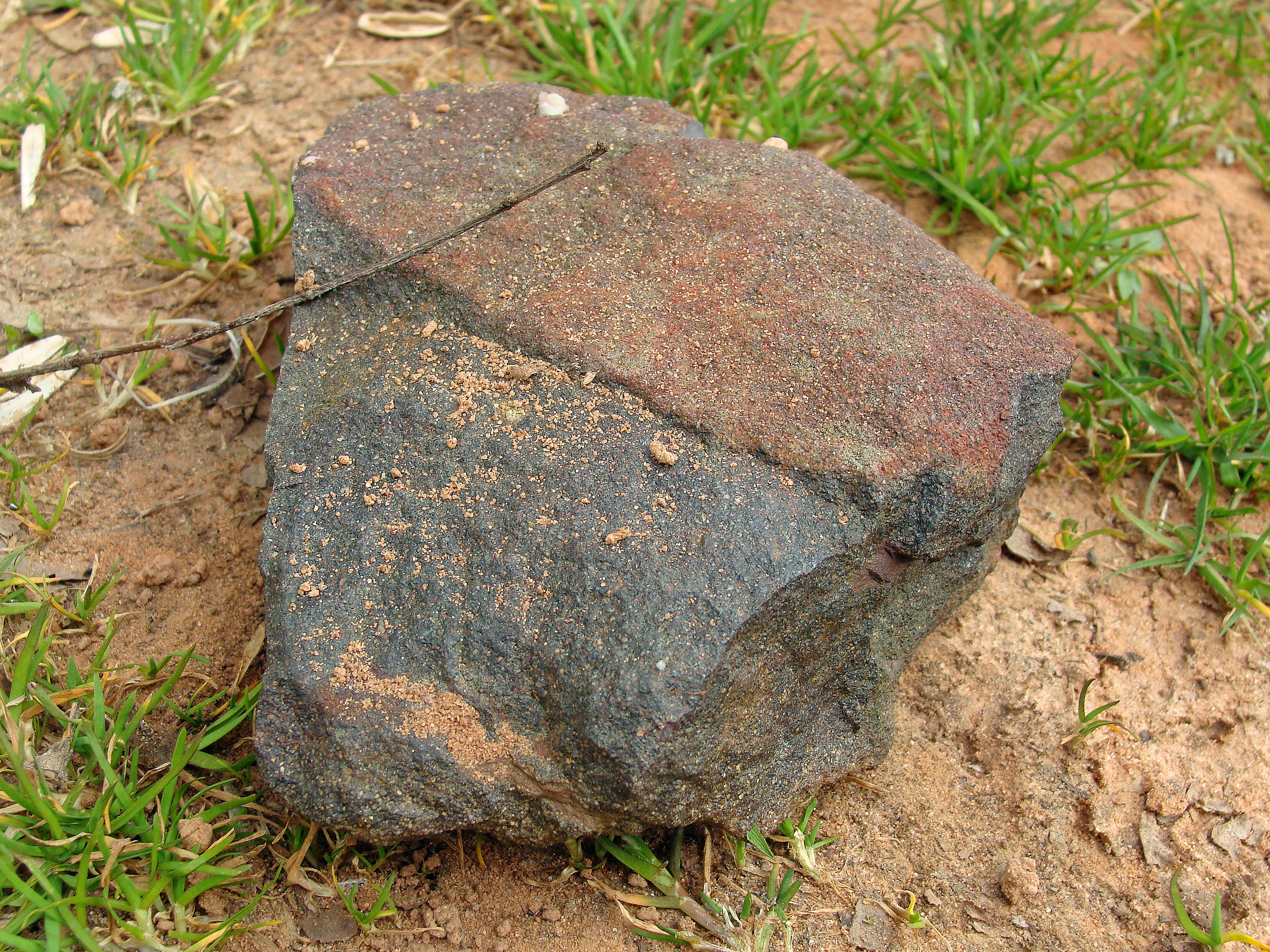
Limonite de Carling, rue de la Frontière, Moselle
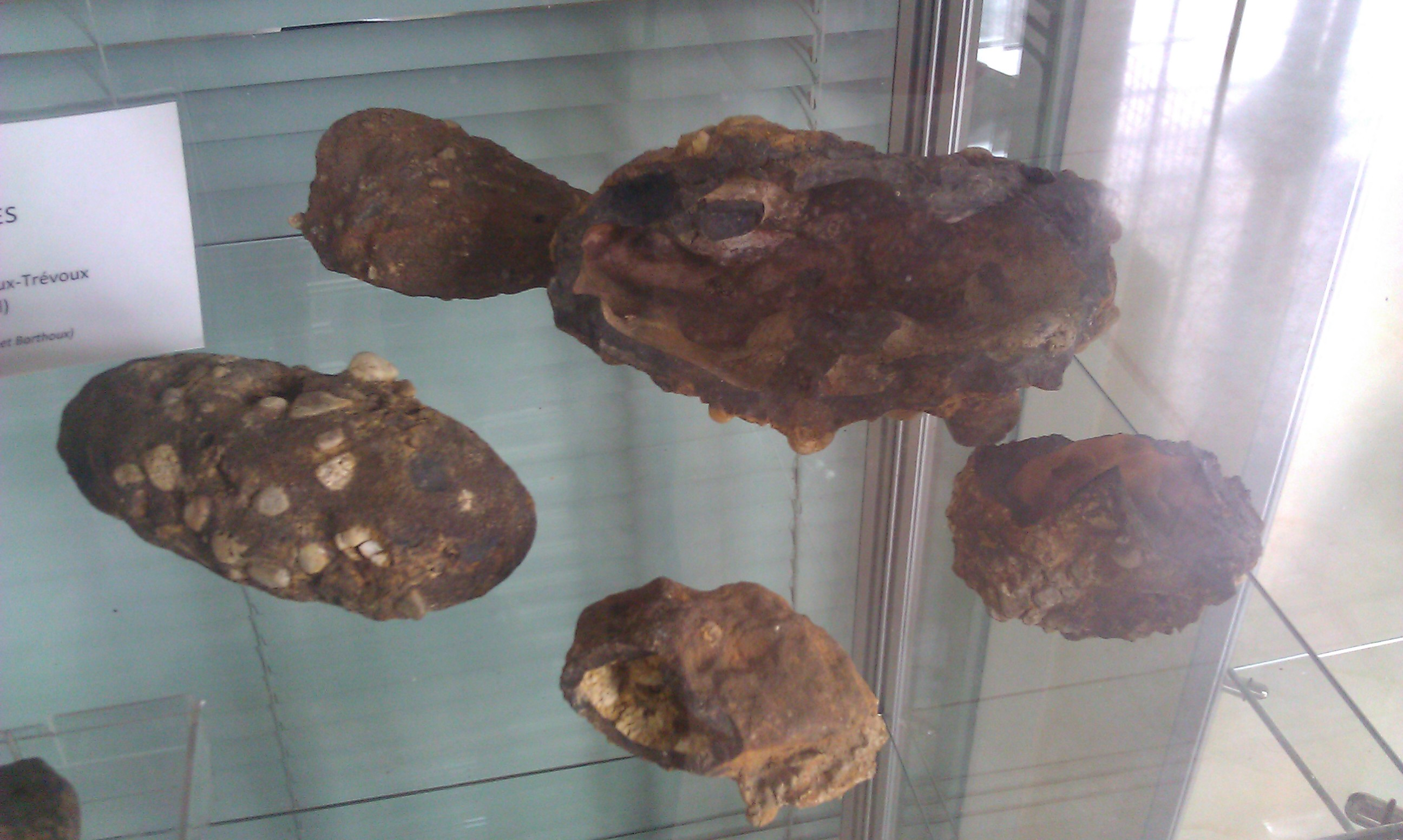
Limonites extraites et exposées à Reyrieux, Ain
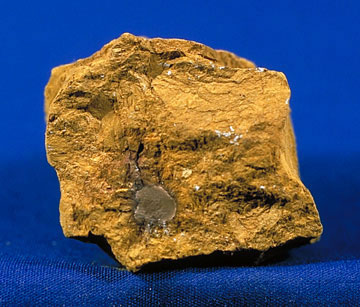
Limonite